# Rhamnus prinoides
Rhamnus prinoides L'Hér., 1789 è un arbusto o piccolo albero della famiglia delle Rhamnaceae diffuso nell'Africa subsahariana.

## Descrizione
Cresce in forma di arbusto o piccolo albero, alto sino a 4,5 m.
Le foglie sono semplici e alterne, da ovali a lanceolate, lunghe 2,5–8 cm, con margine seghettato ed apice acuminato.
I fiori, poco appariscenti, sono di colore verdastro, raggruppati all'ascella delle foglie.
I piccoli frutti commestibili, simili a bacche, sono di colore rosso vivo, del diametro di circa 5 mm.

## Distribuzione e habitat
Rhamnus prinoides è diffuso in Africa, dall'Etiopia al Sudafrica, a quote medio elevate.
Cresce lungo i fiumi o ai margini delle foreste.

## Usi
Rhamnus prinoides riveste molti usi tra gli abitanti dell'Africa. Tutte le parti della pianta sono raccolte e utilizzate a fini di alimentazione, medicina o religiosi.

In Etiopia, dove è conosciuta come gesho, è usata in modo simile al luppolo: gli steli vengono bolliti ed il loro estratto, misto a miele, viene fatto fermentare per produrre un idromele chiamato tej. Viene usato inoltre per la fabbricazione della tella, una birra etiopica.